# جون ستورس
جون ستورس (بالإنجليزية: John Storrs)‏ هو نحات ورسام وفنان أمريكي، ولد في 28 يونيو 1885 في شيكاغو في الولايات المتحدة، وتوفي في 26 أبريل 1956 في Mer, Loir-et-Cher ‏ في فرنسا.